# Declaração de guerra dos Estados Unidos ao Japão

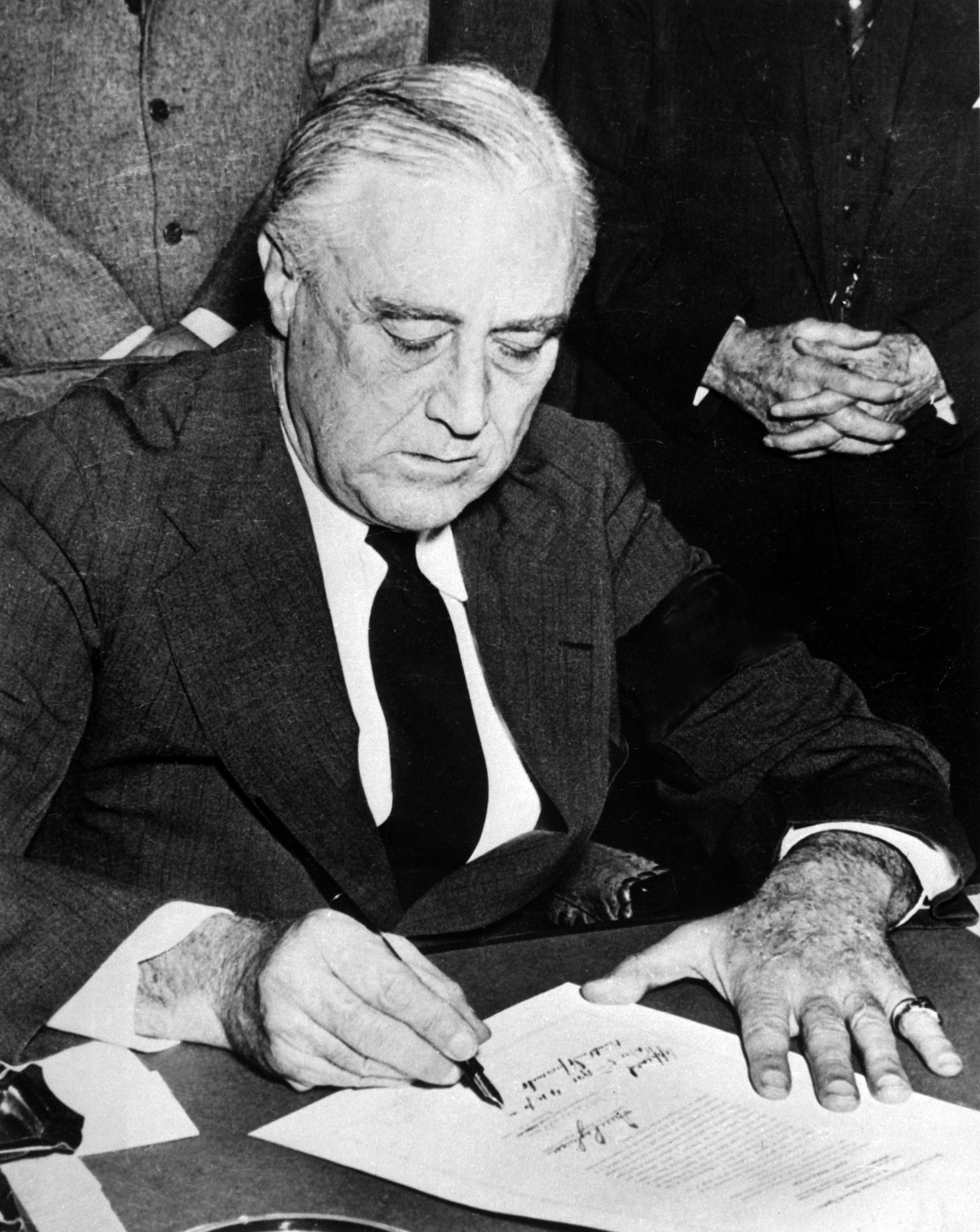
O presidente Roosevelt, usando uma braçadeira preta, assina a Declaração de Guerra ao Japão em 8 de dezembro de 1941

Em 8 de dezembro de 1941, às 12h30 ET, o Congresso dos Estados Unidos declarou guerra (Pub. L. 77–328, 55 Stat. 795) ao Império do Japão em resposta ao ataque surpresa a Pearl Harbor e à declaração de guerra feita pelo Japão no dia anterior. A Resolução Conjunta que declarava o estado de guerra entre o Governo Imperial do Japão e o Governo e o povo dos Estados Unidos, além de estabelecer as providências para sua condução, foi formulada uma hora após o discurso do presidente Franklin D. Roosevelt, conhecido como o “Discurso da Infâmia”. Após a declaração americana, os aliados do Japão, Alemanha e Itália, declararam guerra aos Estados Unidos, inserindo o país plenamente na Segunda Guerra Mundial. O governo japonês originalmente pretendia entregar sua declaração de guerra trinta minutos antes do ataque, mas a embaixada japonesa em Washington demorou a decodificar o documento de 5.000 palavras.

## Contexto
O ataque a Pearl Harbor ocorreu antes que o Japão tivesse oficialmente declarado guerra aos Estados Unidos. Esse ataque resultou em mais de 3.400 baixas militares americanas. Originalmente, estava previsto que o ataque só começaria 30 minutos após o Japão informar que encerraria as negociações de paz, mas o ataque começou antes que essa notificação fosse entregue. O governo japonês enviou uma mensagem de 5.000 palavras, conhecida como a "Mensagem em 14 partes", em dois blocos para a Embaixada do Japão em Washington. Incluída nessa mensagem havia uma declaração que dizia: "os oficiais e homens do nosso exército e marinha concentrarão suas forças em engajar-se em batalhas, os membros do nosso governo se empenharão em cumprir seus deveres designados, nossos súditos em todo o império empregarão toda a força para desempenhar suas respectivas tarefas. Assim, unindo cem milhões de corações e descarregando a máxima força da nação, esperamos que todos os nossos súditos se esforcem para alcançar o objetivo final desta expedição." No entanto, devido à natureza muito secreta da mensagem, ela teve que ser decodificada, traduzida e digitada por altos funcionários da embaixada, que não conseguiram realizar essas tarefas no tempo disponível. Por isso, o embaixador não a entregou até depois que o ataque já havia começado. Mesmo que tivesse sido entregue, a notificação foi redigida de forma que, na verdade, não declarava guerra nem rompia relações diplomáticas; portanto, não foi uma declaração formal de guerra conforme exigido pelas tradições diplomáticas. O Japão declarou formalmente guerra aos Estados Unidos e ao Império Britânico em 7 de dezembro de 1941, horas após lançar seu ataque; isso marcou a entrada dos Estados Unidos na guerra.
O Reino Unido declarou guerra ao Japão nove horas antes dos Estados Unidos, parcialmente devido aos ataques japoneses às colônias britânicas da Malásia, Singapura e Hong Kong; e parcialmente devido à promessa de Winston Churchill de declarar guerra "dentro da hora" após um ataque japonês aos Estados Unidos. Embora muitos americanos fossem simpáticos à Grã-Bretanha durante a guerra contra a Alemanha Nazista, havia uma ampla oposição à intervenção americana nos assuntos europeus.

## Votação e assinatura presidencial
O presidente Roosevelt formalmente solicitou a declaração em seu Discurso do Dia da Infâmia, dirigido a uma sessão conjunta do Congresso e à nação às 12h30 do dia 8 de dezembro. O discurso de Roosevelt descreveu o ataque a Pearl Harbor como um ataque deliberadamente planejado pelo Japão contra os Estados Unidos. O discurso descreveu a perda das forças navais e militares americanas, assim como a perda de vidas americanas. Além disso, Roosevelt citou outros ataques realizados pelo Japão durante o ataque a Pearl Harbor, incluindo ataques à Malásia, Hong Kong e Guam. O discurso foi recebido com amplo apoio. A declaração foi rapidamente levada a voto; passou no Senado, e depois na Câmara às 13h10. A votação foi 82 a 0 no Senado e 388 a 1 na Câmara. Roosevelt assinou a declaração às 16h10 do mesmo dia.
A primeira mulher eleita para o Congresso, Jeannette Rankin, uma republicana de Montana e pacifista declarada, foi a única a votar contra a declaração, recebendo vaias de alguns de seus colegas. Em 1917, Rankin esteve entre os 56 membros do Congresso que votaram contra a declaração que desencadeou a entrada dos Estados Unidos na Primeira Guerra Mundial. Agora sozinha em sua posição, vários colegas de Rankin no Congresso a pressionaram para mudar seu voto, tornando a resolução unânime — ou ao menos para se abster —, mas ela recusou, dizendo: "Como mulher, eu não posso ir à guerra, e me recuso a enviar outra pessoa." Rankin era uma das dez mulheres que ocupavam cadeiras no Congresso na época. Após a votação, repórteres a seguiram até o camarim republicano, onde ela se recusou a fazer comentários e se refugiou em uma cabine telefônica até que a polícia do Capitólio dos Estados Unidos liberasse o camarim. Dois dias depois, uma declaração de guerra semelhante contra a Alemanha e a Itália foi votada; Rankin se absteve.

## Texto da declaração
RESOLUÇÃO CONJUNTA

Resolução Conjunta do Congresso dos EUA assinada pelo Presidente Roosevelt em 8 de dezembro de 1941, às 16h10, Lei Pública 77-328, 55 STAT 795, que declarou guerra ao Japão.

Declarando que existe estado de guerra entre o Governo Imperial do Japão e o Governo e o povo dos Estados Unidos e dispondo medidas para conduzir essa guerra.
Considerando que o Governo Imperial do Japão cometeu atos não provocados de guerra contra o Governo e o povo dos Estados Unidos da América:
Fica resolvido pelo Senado e pela Câmara dos Representantes dos Estados Unidos reunidos em Congresso que o estado de guerra entre os Estados Unidos e o Governo Imperial do Japão, imposto aos Estados Unidos, é declarado formalmente; e o Presidente está autorizado e instruído a empregar todas as forças navais e militares dos Estados Unidos e os recursos do Governo para conduzir a guerra contra o Governo Imperial do Japão; e, para levar o conflito a uma conclusão bem-sucedida, todos os recursos do país estão comprometidos pelo Congresso dos Estados Unidos.